# Red Svetega Duha
Red Svetega Duha (francosko Ordre du Saint-Esprit) je francoski viteški red, ki ga je ustanoval kralj Henrik III. leta 1578. 
Reda se ne sme zamenjavati s kongregacijo Svetega Duha ali verskim redom Svetega Duha. Po prednosti je bil najvišji francoski viteški red, po starosti pa je bil starejši od njega Red svetega Mihaela, ustanovljen leta 1469.
V red so bili lahko sprejeti samo plemiči, kardinali, nadškofje in prelati rimskokatoliške vere.

## Zgodovina
Pred ustanovitvijo Reda Sveteg Duha je bil v Franciji najvišji Red svetega Mihaela. Ideja za ustanovitev novega reda  se je kralju utrnila v Benetkah, kjer je videl originalni rokopis Reda Svetega Duha ali Droit Desir, ki ga je leta 1353 ustanovil Ludvik Anžujski, naslovni kralj Jeruzalemskega kraljestva in Sicilije ter mož Joanne, neapeljske kraljice in grofice Provanse in postavljen pod zaščito sv. Nikolaja iz Barija, katerega podoba je bila reproducirana na obesku ovratnice. Henrik III. se je zavedal,  da se je Red svetega Mihaela med državljanskimi vojnami napihnil in degradiral, zato se je odločil, da mu ob bok postavi novi Red Svetega Duha. Člani reda so se imenovali vitezi kraljevih redov. Članstvo je bilo sprva omejeno na majhno število vplivnih knezov in plemičev, vendar se je zaradi pritiskov verskih vojn močno povečalo. 
V državi sta bila zdaj dva redova: višji Red Svetega Duha, rezerviran za najvišjo aristokracijo, in Red svetega Mihaela, namenjen manj pomembnim služabnikom krone. Novi red je bil ustanovljen tudi v spomin na izvolitev Henrika III. za poljskega kralja leta 1573 in nasledstvo francoskega prestola leta 174.
Novi red je bil istovreden Redu vozla (Ordre du Noeud, znan tudi kot Ordre du Saint-Esprit au Droit Désir, Red Svetega Duha prave volje), ki ga je leta 1352/1353 ustanovil Ludvik I. Neapeljski. Slednji je bil eden od kratkotrajnih viteških redov, takrat priljubljenih med visokim plemstvom. Statuti reda iz 14. stoletja so ohranjeni kot BNF Fr 4274. Dodelan faksimile tega rokopisa je bil izdelan pod Ludvikom XIV.
Med francosko revolucijo je francoska vlada uradno ukinila Red Svetega Duha, skupaj z vsemi drugimi viteškimi redovi Ancien Régime, vendar ga je izgnani kralj Ludvik XVIII. še naprej priznaval. Po burbonski restavraciji je bil red uradno oživljen, orleanist Louis-Philippe pa ga je po julijski revoluciji leta 1830 znova ukinil. Francoski prestol je člane reda imenoval še dolgo po ukinitvi francoske monarhije.

## Članstvo
Vsa imenovanja v red so bila v domeni suverena in velikega mojstra reda. Člani so bili razdeljeni v tri kategorije:
- 8 predstavnikov duhovščine,
- 4 častniki in
- 100 vitezov.

Sprva so morali biti štirje predstavniki cerkve kardinali, drugi štirje pa nadškofje ali prelati. Poneje so kriterij omilili, tako da so lahko bili vsi predstavniki cerkve kardinali, nadškofi ali prelati.
Člani reda so morali biti katoličani in imeti možnost dokazati tri stopnje plemstva. Najnižja starost članov je bila 35 let, čeprav je bilo nekaj izjem:
- sinovi  kralja so bili člani od rojstva, vendar so bili v red vključeni šele pri dvanajstih letih,
- princi po krvi so lahko bili sprejeti v red pri šestnajstih letih in
- kralji tujih držav so lahko bili sprejeti v red pri petindvajsetih  letih.

Vsi vitezi Reda Svetega duha so bili hkrati člani Reda svetega Mihaela. Kot taki so bili na splošno znani kot Chevalier des Ordres du Roi (vitez Kraljevega reda) in ne več Chevalier de Saint-Michel et Chevalier du Saint-Esprit (vitez Svetega Mihaela in vitez Svetega Duha).

## Častniki
Red je imel svoje častnike, odgovorne za obrede in upravljanje reda. Častniki reda so bili:
- kancler,
- prošt in ceremonijar,
- zakladnik in
- tajnik (greffier).

## Simbol reda
Simbol reda, znan kot križ Svetega Duha (malteški križ), je imel zaokrožene konice krakov, med paroma krakov pa lilijo. Sredi križa je bil golob, ki je predstavljel Svetega Duha. Lilije so predstavljale evangelije, dvanajst listov apostole, osem zaobljenih konic pa blagre. Križ Svetega duha se je nosil na svetlo modrem traku (Le cordon bleu).

### Cordon bleu
Zaradi modrega traku, na katerem je bil obešen križ, so vitezi postali znani kot Les Cordons Bleus. Domnevno so bili njihovi banketi tako znani, da je izraz cordon bleu postal sopomenka za visokokakovostno visoko kuhinjo in se je sčasoma razširil tudi na druge odlike najvišjega razreda, na primer na mrežo gostinskih in kulinaričnih šol, pa tudi na same jedi.

## Habit in insignije
Na slovesnostih se je znak reda nosil obešen  na širokem svetlo modrem traku. Nosilci reda so pred slovesnostmi opravili sveto obhajilo. Nosili so dolg dolg črn žameten plašč, izvezen z zlatom in rdečimi plameni. čez plašč se je nosilo naramno ogrinjalo iz bledo zelenega žameta z enakim vezenjem. Plašč in ogrinjalo  sta bila podložena z rumenkasto oranžnim satenom. Pod plaščem se je nosil bel plašč z zvezdo reda, izvezeno na levi strani prsi, telovnik in zelo nabrane hlače, izvezene s srebrom. Obleko je dopolnil črn klobuk z belim perjem. Zvezda reda je bila srebrna in je imela enak dizajn kot sprednji del znaka reda. Nosila se je na plaščih in telovnikih.
- Naprsna zvezda reda z diamanti (okoli 1750)
- Naprsna zvezda po bourbonski restavraciji
- Ogrlica vitezov reda
- Križ reda, kakršnega so nosili predstavniki Cerkve
- Ovratnica z grboma Frncije in Navare
- Ceremonialna oblačila viteza Reda Svetega Duha